# John Kalench
John Kalench (30. června 1944 Hilo, Havaj, USA – 9. května 2000 Rancho Santa Fe, San Diego, Kalifornie, USA) byl americký autor a podnikatel v multi-level marketingu.

## Život
John Kalench byl mezinárodně uznávaným trenérem a jedním z nejprodávanějším autorů v oblasti síťového marketingu. Společnosti (korporace), lídři a distributoři po celém světě uznávají jeho příklad integrity, vize a oddanosti tomuto obchodními odvětví. Jako speaker hovořil na seminářích více než 200 MLM společností.
Kniha Jak být nejlepší v systému MLM, patřila mezi základní knihy o MLM. Byla to jeho první kniha, která byla poprvé publikována v roce 1991, se prodala v nákladu více než milionu vydání po celém světě, byla přeložena do dvanácti různých jazyků. Kniha 17 tajemství mistrů prospektorů byla přeložena do 16 jazyků.
Na podporu MLM podnikání založil v roce 1987 společnost Millionaires in Motion, která měla za cíl propagovat a rozvíjet tento obor.
Od roku 1998 spolupracoval s japonskou společností Nikken Global Inc.
V říjnu 1997 mu byla diagnostikována zhoubná nemoc, rakovina slinivky, na kterou v květnu 2000 zemřel.
John Kalench byl ženatý s Yvonne Plount (1962), se kterou měl dva syny Cola a Jacksona.

## Knihy

### Seznam knih
- Being the Best You Can Be in MLM: How to Train Your Way to the Top in Multi-Level/Network Marketing-America's Fastest-Growing Industries, Vydáno 1990, Dotisk 1992, Počet stran 247, ISBN 9780962944703
- The Greatest Opportunity in the History of the World: You and the Dream of the Home-Based Business, Vydáno 1991, Počet stran 100, ISBN 9780962944710
- 17 secrets of the master prospectors, Vydáno 1994, Počet stran 268, ISBN 9780962944727
- Being the Best You Can Be in MLM (Special Edition for Nikken Distributors), Vydáno 1994, ISBN 096294470X

### Seznam knih přeložených do češtiny
- Jak být nejlepší v systému MLM, Vydáno 1990, Alman (Jiří Alman), Počet stran 238, Vazba knihy měkká / brožovaná, ISBN 80-901780-6-5
- Největší příležitost v dějinách světa, Vydáno 1995, Alman (Jiří Alman), Počet stran 98, Vazba knihy měkká / brožovaná, Náklad 20 000 ks, ISBN 8090178030
- 17 tajemství mistrů prospektorů, Vydáno 1998, Alman (Jiří Alman), Počet stran 254, Překlad Petr Antonín, Vazba knihy měkká / brožovaná, Náklad 1 000 ks, ISBN 80-902079-9-5